# Golfo de Martaban
El golfo de Martaban  (en birmano: မုတ္တမပင်လယ်ကွေ့) es un golfo o brazo del mar de Andamán, localizado en el sur de Birmania. El golfo lleva el nombre de la ciudad portuaria de Mottama (anteriormente conocido como Martaban). En el golfo desaguan los ríos Sittang (420 km) y Yangón, además de algún distributario del amplio delta del Irawadi.
Un rasgo característico del golfo de Martaban es que tiene un litoral dominado por las mareas, que varían entre 4-7 m con la mayor amplitud en punta Elephant, en el oeste del golfo. Durante la marea de primavera, cuando la amplitud de mareas es de alrededor de 6,6 m, la zona turbia cubre un área de más de 45.000 km², lo que la hace una de las mayores zonas perennemente turbias de los océanos del mundo. Durante la marea muerta, con una amplitud mareal de 2,98 m, la cobertura de la zona muy turbia se reduce a 15.000 km². El borde de la zona altamente turbia migra, en sincronía con cada ciclo de marea, atrás-adelante casi unos 150 km.